# Herrarnas parallellstorslalom i snowboard vid olympiska vinterspelen 2014
Herrarnas parallellstorslalom i snowboard vid olympiska vinterspelen 2014 hölls på Roza Chutor extrempark den 19 februari 2014. Tävlingen bestod av ett kval, en kvartsfinal, åttondelsfinal, semifinal och till sist final. Detta hölls under samma dag.

## Schema
Alla tider är i (UTC+4).
| Datum       | Tid   | Omgång         |
| ----------- | ----- | -------------- |
| 19 februari | 09:42 | Kval           |
| 19 februari | 13:12 | Åttondelsfinal |
| 19 februari | 13:54 | Kvartsfinal    |
| 19 februari | 14:18 | Semifinal      |
| 19 februari | 14:35 | Final          |